# مقام (مزار)
المقام هو ضريح مبني على موقع مرتبط بشخصية دينية أو قديس، ونمطي في مناطق فلسطين وسوريا. وعادة ما يكون بناء جنائزي، غالبًا ما يكون مكعب الشكل ويعلوه قبة.

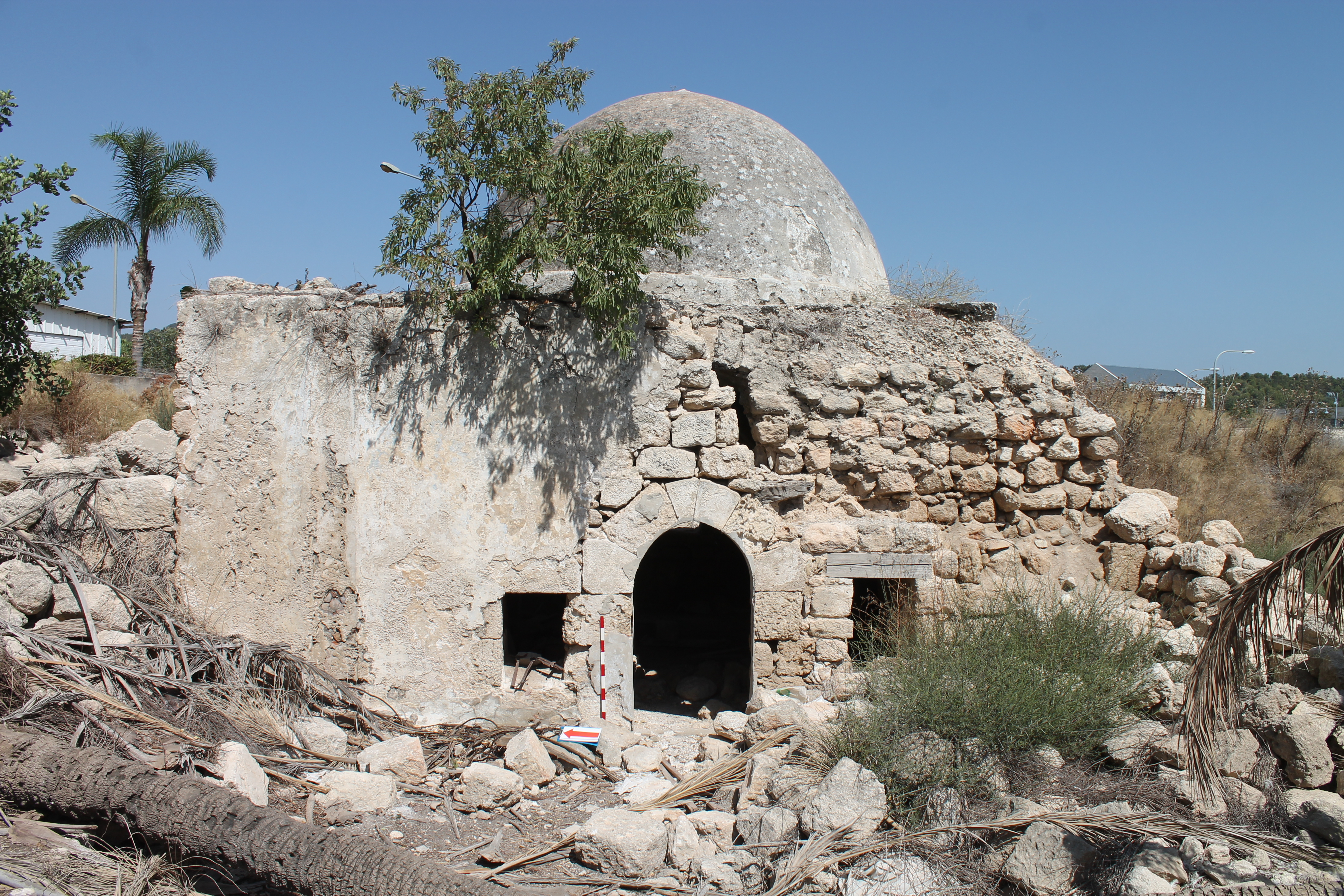
مقام الخضر في البسة

ترتبط المقامات بالتقاليد الإسلامية، لكن العديد منها متجذر في التقاليد السامية واليهودية والسامرية والمسيحية القديمة. خلال القرن 19، وصف كلود رينجر المقامات بأنها جزء أساسي من الدين الشعبي في فلسطين، حيث يعلق السكان المحليون "أهمية أكبر على صالح وحماية مقام القرية أكثر من الله نفسه، أو لمحمد نبيه". اعتبرت مقامات فلسطين ذات أهمية كبيرة في مجال علم الآثار الكتابي، حيث استخدمت أسماؤها في القرنين 18 و19 لتحديد الكثير من الجغرافيا التوراتية.

## علم أصول الكلمات
من العربية حرفيا "مكان" أو "محطة". يُستخدم للدلالة على "ملاذ"، مثل ضريح دفن تذكاري أو قبر فعلي. ولا يمكن حصر معناه إلا في الهياكل المبنية التي يمكن دخولها في هذه المواقع. المعنى الحرفي للمقام هو "المكان الذي يقف فيه المرء". وغالبًا ما يُستخدم هذا الاسم للإشارة الى قبر مقدس في سوريا وفلسطين.
يظهر شكل المقام في مقالات الرحالة الأوروبيين في القرن التاسع عشر؛ بالإضافة إلى كلمات والي، ولي، مزار، ضريح، مشهد.
في المغرب العربي، هناك مقابر مماثلة معروفة باسم المرابط، وفي البلدان الإسلامية الناطقة بالتركية مثل توربي، دوربي، عزيز وفي البلدان الناطقة بإيرانية -درقاعة.

## الغاية
كانت المقامات مخصصة لشخصيات توراتية وقرآنية، حقيقية أو أسطورية، من الذكور والإناث من العصور القديمة إلى وقت الفتح العربي أو حتى أواخر الحكم العثماني. يقول علي قليبو، عالم الأنثروبولوجيا الفلسطيني، إن هذا الدليل المبني يشكل "شهادة معمارية على الحساسية الدينية الفلسطينية/المسيحية والمسلمة وجذورها في الديانات السامية القديمة". في عام 1877، كتب المستكشف البريطاني كلود رينييه كوندر ما يلي:
| مقام (مزار) | في العبادة في هذه الأضرحة يتكون دين الفلاحين. فالمسلمون، بحكم مهنتهم، يقضون حياتهم في كثير من الأحيان دون دخول مسجد، ويعلقون على رعاية وحماية المقامات أهمية أكبر من أهمية الله نفسه أو محمد نبيه. | مقام (مزار) |

يوجد في كل قرية في فلسطين تقريبا وَلِيّ، قديس، يطلبه الناس، ومعظمهم من الفلاحين الريفيين، للمساعدة في ملاذه أو ملاذها. في حين أن الوالي يمكن أن يشير إلى كل من القديس والحرم، فإن مزار القديس المشترك يعرف بشكل أكثر دقة باسم المقام.

## البناء
النوع الأكثر انتشارًا للمقامات هو مبنى مربع من غرفة واحدة تعلوه قبة، يوجد في منتصفها قبر حجري، على الرغم من أن جثث الشخصيات الصالحة نفسها كانت مدفونة تحت مستوى الأرض. في الجدار الجنوبي للمقام، عادة ما يكون هناك محراب صغير في جهة القبلة، مزين بالنقوش والزخارف الزهرية. مدخل الغرفة في الغالب في الجدار الشمالي. في الجدران المقوسة الأخرى عادةً ما تكون هناك نوافذ صغيرة. الشمعدانات والمصابيح معلقة في المقام، والقبر مغطى بلحاف (عادة ما يكون أخضر)، ويتواجد سجاد الصلاة على الأرض أمام المحراب.
هناك أيضًا مقامات أكبر، تتكون من غرفتين أو ثلاث أو أربع غرف: غرفة صلاة، قاعة مدخل، زاوية أو غرفة للحجاج للراحة. المقامات الكبيرة لها قبتان أو ثلاث قباب متشابهة. في العصور القديمة، كانت تزين القبة ببرج معدني مع هلال، ولكن في الوقت الحاضر مثل هذه الزخرفة أصبحت نادرة.

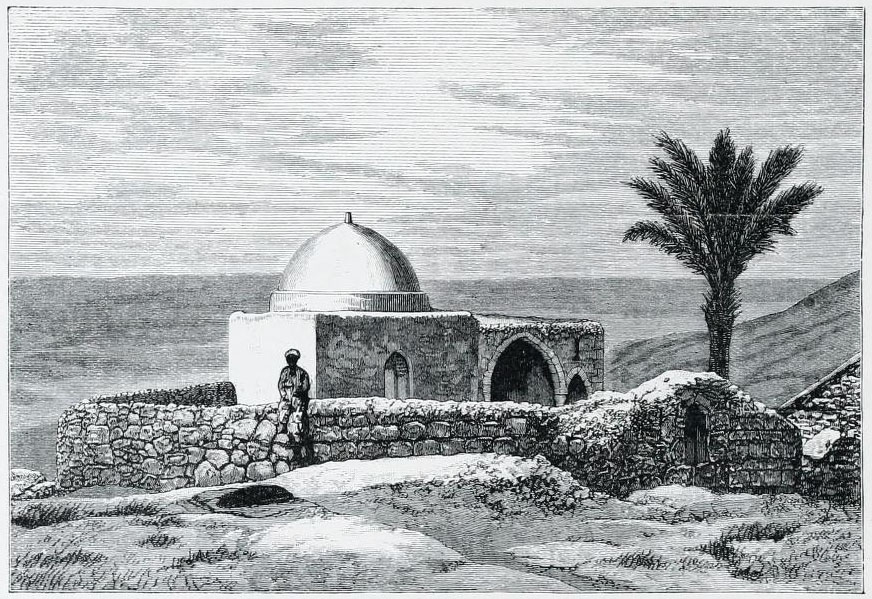
مقام النبي ساميت (شمشون) في سارع، دمر في خمسينيات القرن العشرين

ليس من المفترض دائما أن تبنى المقامات على قبور القديسين الذين خصصت لهم تلك المقامات. وفي الواقع، يمكن العثور على قبور الشخصيات الصالحة دائمًا تقريبا هناك، ولكن غالبا ما ينظر إليه على أنه مجرد "محطات".
غالبًا ما تقع القبة بجوار شجرة خروب أو بلوط قديمة أو نبع أو صهريج مياه مقطوع بالصخور. تزرع شجرة مقدسة بالقرب من المقامات، معظمها - شجر نخيل أو بلوط أو جميز. يكون هناك أيضا بئر أو ربيع. ينظر إلى وضع المقامات على هذه المعالم الطبيعية أو بالقرب منها على أنها تدل على ممارسات العبادة القديمة التي يتكيف معها السكان المحليون وترتبط بالشخصيات الدينية.
كقاعدة عامة، تبنى المقامات على قمم التلال أو عند مفترق الطرق، وإلى جانب وظيفتها الرئيسية - الضريح ومكان الصلاة، كانت أيضا بمثابة نقطة حراسة ومعلم إرشادي للمسافرين والقوافل. على مر السنين، ظهرت أماكن دفن جديدة بالقرب من المقامات. كان يعتبر شرفا أن تدفن بجانب شخصية صالحة. تشكلت مقابر كبيرة حول العديد من المقدسات الإسلامية.

## التاريخ

### أصول مبكرة
وفقا لكلود رينييه كوندر، نشأت العديد من المقامات في التقاليد اليهودية والمسيحية قبل ظهور الإسلام في المنطقة. حدد سبعة أنواع من المقامات:
1. شخصيات الكتاب المقدس: "هذه بلا شك هي الأقدم بشكل عام، ويمكن إرجاعها غالبا إلى التقاليد اليهودية"
2. المواقع المسيحية التي يبجلها الفلاحون المسلمون: "لا يمكن تمييزها دائما عن الطبقة الأولى، ولكن غالبا ما يمكن إرجاعها إلى تعليم الأديرة أو مواقع الرهبان"
3. الأبطال أو الآلهة الأصلية الأخرى: "ربما في بعض الأحيان أقدم المواقع على الإطلاق"
4. شخصيات تاريخية لاحقة ومعروفة
5. أسماء القديسين من المكان الذي تحدث فيه، أو لها تسميات مرتبطة بالتقاليد المتعلقة بهم
6. المواقع المقدسة غير المرتبطة بالأسماء الشخصية: "بعضها ذو قيمة كبيرة"
7. أسماء المسلمين العاديين التي قد تكون من أي تاريخ

### العصور الوسطى
في القرن السابع، غزت الخلافة الراشدة بلاد الشام. وقد خلفتهم لاحقا سلالات مسلمة أخرى ناطقة بالعربية، بما في ذلك الأمويون والعباسيون والفاطميون. رفض الإسلام المبكر عبادة الرجال الصالحين وأماكن دفنهم، معتبرا ذلك نوعا من عبادة الأصنام. ومع ذلك، بنى الشيعة مقابر فخمة لقادتهم المتوفين - الأئمة والشيوخ، وحولوا تلك المقابر إلى أشياء دينية. وسرعان ما حذا السنيين حذوهم. وصف الرحالة والجغرافيون العرب علي الهراوي وياقوت الحموي وآخرون في مقالاتهم العديد من الأضرحة المسيحية والإسلامية في سوريا وفلسطين ومصر.

في العصر الفاطمي بني مقام رأس الحسين في عسقلان، وخلال عهد الأسرة المملوكية، بنيت مقابر ضخمة للرجال المسلمين والعلماء وعلماء اللاهوت، وما تزال بعض هذه المقابر إلى الوقت الحاضر. يقع الجزء الأكبر منها في مصر، وبعض الأجزاء أيضا في سوريا وفلسطين. هذه هي قبر راحيل الشهير في بيت لحم (على الرغم من أن مكان دفن الأم راحيل كان يعبد حتى قبل ذلك)، وضريح أبو هريرة في يفنه ومقام الشيخ أبو عتبي في المنشية، عكا.

### الفترة العثمانية

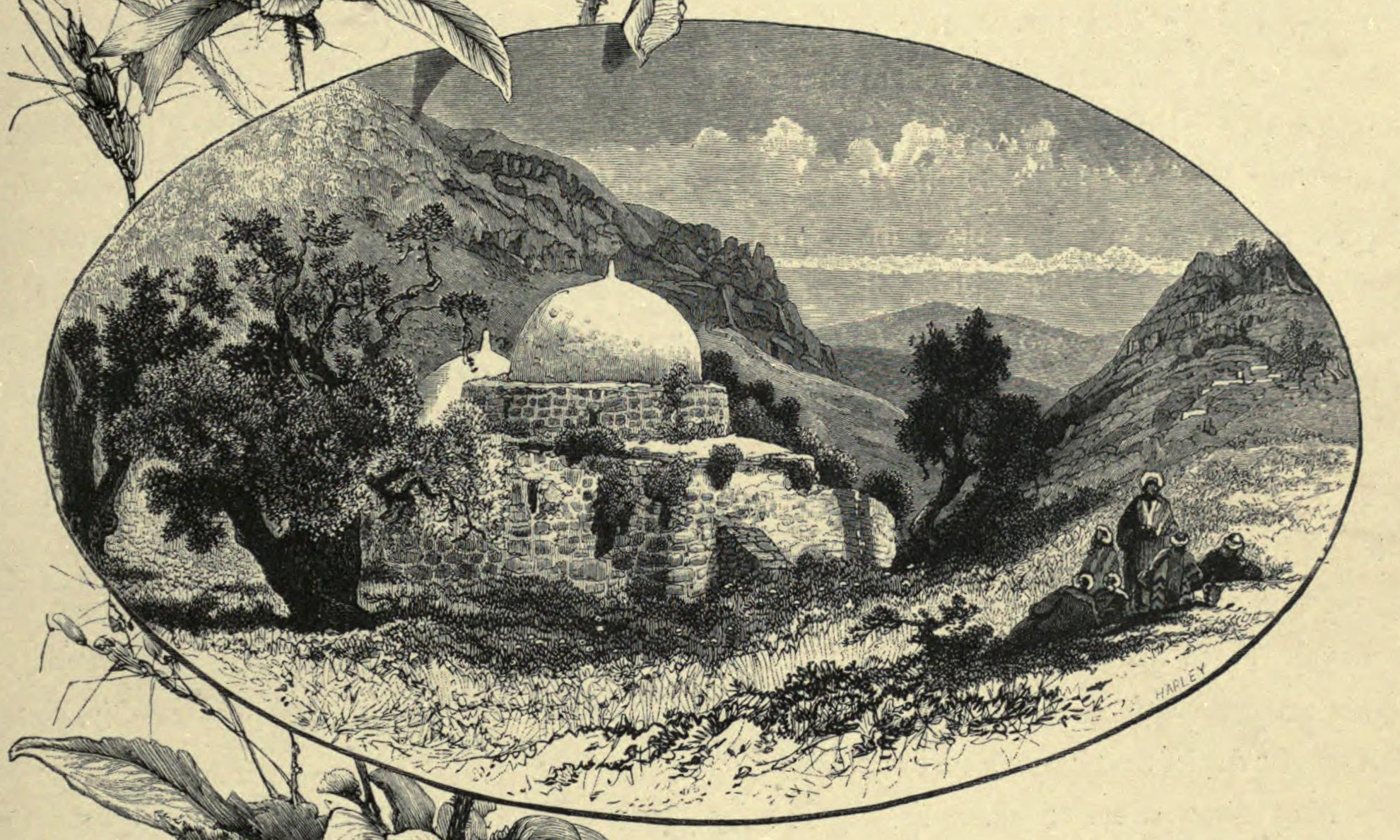
المقام في شمال فلسطين (سي ويلسون ، 1881).

في زمن الإمبراطورية العثمانية، بنيت المقامات في كل مكان، ورممت المقدسات القديمة. المباني الجديدة لم تكن ضخمة وأبهة كما كانت من قبل، وبدت متواضعة للغاية. في الفترة التركية، كان للمقامات بناء بسيط وتقريبا لا يوجد لها ديكور معماري.
كانت المساجد غير منتشرة في القرى الفلسطينية حتى أواخر القرن التاسع عشر، ولكن عمليا كل قرية لديها مقام واحد على الأقل الذي كان بمثابة مواقع العبادة في الإسلام الشعبي الفلسطيني المشهور في الريف على مر القرون. كما اعتبر المسيحيون واليهود أيضا بعض المقامات مقدسة، مثل قبر النبي صموئيل. وفي فترة الحكم العثماني على فلسطين، زار معظم هذه المواقع جماعياً أفراد من جميع الأديان الثلاثة، وكثيراً ما كانوا يسافرون مع مؤن لرحلة تستغرق عدة أيام)، أدى التسييس إلى الفصل العنصري إبان فترة الانتداب على فلسطين. وكانت بعض المقامات، مثل النبي روبين والنبي موسى وغيرها، محط تركيز المهرجانات الموسمية (المواسم) التي يحضرها الآلاف سنويا.
| مقام (مزار) | ومع ذلك، يوجد في كل قرية تقريبا مبنى صغير مطلي باللون الأبيض مع قبة منخفضة - "المقام" أو "المكان" المقدس لعيون الفلاحين. يكون موجودً تقربًا في مكان تحف به الطبيعة، تجده هذا المعلم يلمع من أعلى تل ما، تماما كما حدث بلا شك، شيء من نفس النوع في العصور الكنعانية القديمة. | مقام (مزار) |

### العصر الحديث

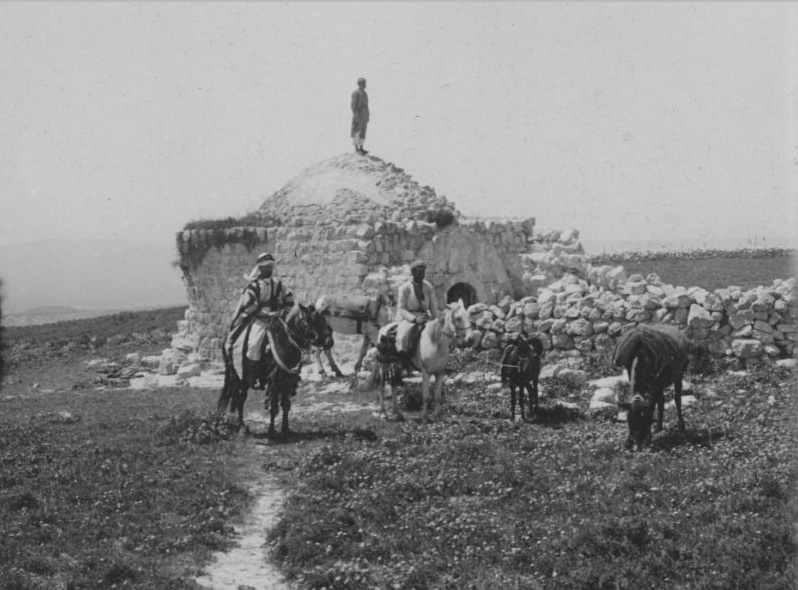
مقام في يهودا، 1940

أصبحت فترة الانتداب على فلسطين في آخر فترة لتطور المقامات. بحيث رممت أضرحة المسلمين المتداعية وكذلك قاموا ببناء أضرحة جديدة. قام البريطانيون ببناء مقام الشيخ نوران والتبرع به للبدو، والذي أصيب بأضرار خلال حملة سيناء وفلسطين. كان هذا المقام في مركز المعركة خلال الحرب العربية الإسرائيلية عام 1948. وبعد أن استولى عليها الجنود الإسرائيليون، حولوها إلى نقطة للمراقبة وإطلاق النار. ومنذ ذلك الوقت مقام الشيخ نوران هو نصب تذكاري لجيش الدفاع الإسرائيلي.
بعد تشكيل دولة إسرائيل، قاموا بتحويل العديد من الأضرحة إلى مزارات دينية يهودية. يتعلق الأمر بضريح أبو هريرة، الذي أصبح قبر الربان غمالائيل الثاني في يفنه. تحول المقام ذو القباب السبع للإمام علي في يازور إلى كنيس في آزور. أصبح مزار ست سكينة (سكينة) قبر راحيل، زوجة الحاخام عكيفا في طبريا؛ مقام الشيخ الغرباوي – قبر متاثياس. تم التعرف على مقام النبي شيمان بالقرب من تقاطع إيال مع قبر شمعون (ابن يعقوب).
في العصور القديمة، كانت جميع المقامات ذات القباب ملونة باللون الأبيض. اعتاد العرب الفلسطينيون والإسرائيليون مؤخرا على تلوين قباب أضرحتهم باللون الأخضر (لون الإسلام). أسفرت المعركة من أجل ضريح أو آخر عن حرب الألوان، كما كان يطلق عليها في الصحافة. يهودي متدين يرسمون القبة باللون الأزرق أو الأبيض ويثبتون رموزا يهودية، والمسلمون، عند عودتهم، يزيلون الرموز اليهودية ويلونون القبة باللون الأخضر.

## روابط خارجية
- Interactive map of Palestinian maqams
- Muslim shrines in Israel. Guide